# Фондова біржа Торонто
Фондова біржа Торонто (ФБТ,  англ. Toronto Stock Exchange (TSX)) – одна з найбільших фондових бірж у світі. Вона є 8 найбільшою біржею у світі по капіталізації. ФБТ — це фінансовий центр гірничої промисловості. 
У середині 1990-х років частка біржі в світовій мобілізації нового капіталу для фінансування гірничої і геологорозвідувальної підприємницької діяльності становила приблизно 40%. 
З 1400 зареєстрованих на біржі компаній, 257 були гірничими із загальною капіталізацією 66 млрд канад. дол. У 1998 мобілізація нових капіталів для фінансування реалізації проектів гірничих компаній становила 979 млн канад. дол. або 40% від загальної світової. За станом на 1999 р. із 1450 зареєстрованих на біржі Торонто компаній 300 були гірничими або геологорозвідувальними із загальною капіталізацією по ринковій вартості 80 млрд канад. дол. 
У напрямах діяльності, 68% компаній мали основний інтерес у видобутку дорогоцінних металів, 21% у видобутку і переробці руд кольорових металів, 7% алмазів і 4% будівельно-мінеральної сировини. Мобілізація компаніями капіталів для фінансування поточних проєктів за 1999 рік становила 1 млрд дол. або 34% від загальної у світі.

## Історія
Фондова біржа Торонто, ймовірно, походить від Асоціації брокерів, групи, створеної бізнесменами Торонто 26 липня 1852 року. Жодних записів про операції групи не збереглося. Однак відомо, що 25 жовтня 1861 року двадцять чотири брокери зібралися в масонській залі, щоб створити і долучитися до роботи у Торонтській фондовій біржі. Між 1852 і 1870 роками були засновані дві інші біржі, орієнтовані на товари: Торонтська біржа в 1854 році і Торонтська фондова і гірнича біржа в 1868 році. Спочатку TSX мала 13 листингів, але в 1868 році кількість облігацій зросла до 18. Багато банків Верхньої Канади зазнали краху протягом 1869 року, що зупинило будь-яку торгівлю в місті, оскільки ринок був занадто малим. Фінансовий ринок у 1870 році підвищив довіру інвесторів, і вісім із початкових 24 брокерів знову приєдналися, щоб відновити TSX. Біржа була включена до акту Законодавчих зборів Онтаріо в 1878 році.

## Функціонування біржі

### Робочий час
Регулярна торгова сесія ФБТ починається о 9:30 і закінчується о 16:00 (за часом Східного узбережжя). Після закінчення регулярної сесії проведиться післяторгова сесія (post-market session) від 16:15 до 17:00. Торгові сесії проводяться щодня, крім суботи, неділі та державних свят.

### Лістинг
В серпні 2012 року лістинг ФБТ налічував 1577 компаній з капіталізацією $1,989,562,971,807 (канадських доларів).